# ویکتور پانکراشکین
ویکتور پانکراشکین (روسی: Виктор Александрович Панкрашкин؛ ۱۰ دسامبر ۱۹۵۷ – ۲۴ ژوئیهٔ ۱۹۹۳) بازیکن بسکتبال اهل اتحاد جماهیر شوروی سوسیالیستی بود.
از باشگاه‌هایی که در آن بازی کرده‌است می‌توان به باشگاه بسکتبال زسکا مسکو اشاره کرد.
وی در مسابقات کشوری و بین‌المللی در مجموع برندهٔ ۱ مدال طلا شده‌است.